# Mutum-Paraná
Mutum-Paraná é um distrito do município brasileiro de Porto Velho, capital do estado de Rondônia. Segundo o censo demográfico de 2022, realizado pelo Instituto Brasileiro de Geografia e Estatística (IBGE), sua população era de 7 509 habitantes e havia 2 567 domicílios particulares permanentes ocupados. Foi criado pelo decreto legislativo nº 5.839 de 11 de dezembro de 1985.
De acordo com o IBGE, em 2010 a população era de 6 575 habitantes e havia 6 575 domicílios particulares.
Boa parte da antiga localidade havia sido submersa pelo reservatório da Usina Hidrelétrica de Jirau. Em janeiro de 2011, a população foi relocada para um novo projeto urbanístico que possui 1 600 casas, além de acesso à BR-364 e bens infraestruturais como escolas, creches e posto de saúde. Dessa forma, o distrito também é conhecido por Nova Mutum-Paraná.